# Freshly-Picked Tingle's Rosy Rupeeland
Vous lisez un « bon article » labellisé en 2019.
Freshly-Picked Tingle's Rosy Rupeeland, sous-titré Tout nouveau, tout beau : Tingle voit la vie en rose à Rubis Land (parfois appelé Tingle RPG) est un jeu vidéo de rôle développé par Vanpool et édité par Nintendo sur Nintendo DS le 2 septembre 2006 au Japon et le 14 septembre 2007 en Europe. C'est le premier jeu d'une série dérivée centrée sur le personnage secondaire de Tingle, apparu dans plusieurs jeux de la série The Legend of Zelda.
L'histoire se concentre sur Tingle, qui tente de récolter le maximum de rubis afin de faire grandir la tour donnant accès au monde idéal de Rubis Land. Pour cela, il achète et revend des objets, en plus de réaliser des missions pour des personnages secondaires tout en négociant. Il combat ses ennemis à l'aide des Compagnons, et parvient à vaincre les boss de chaque donjon pour récupérer leur trésor. Cependant, il apprend que Rubis Land est un univers horrible et réussit à venir à bout de Pépé Rubis, véritable antagoniste du jeu, qui l'a lancé dans cette aventure en le trompant.
Nintendo décide de produire un jeu centré sur Tingle, malgré un certain désamour des fans pour ce personnage. Le développement est proposé à Vanpool et après quelques réunions, les discussions font émerger l'idée que toutes les problématiques du jeu peuvent intégrer la valeur de l'argent, et jeu est donc centré sur cet aspect.
Lors de sa sortie, Freshly-Picked Tingle's Rosy Rupeeland reçoit un accueil mitigé de la part de la presse spécialisée, bien qu'il reste positif. Les critiques relèvent un univers étrange et des mécanismes de jeu parfois imprécis, mais la plupart apprécient l'ambiance décalée et l'humour mis en place, comme l'aspect pécuniaire du jeu, malgré ses mauvais côtés. Le jeu connait une suite en avril 2007 au Japon sur Nintendo DS intitulée Tingle's Balloon Fight. En mai 2009, un petit logiciel à l'effigie de Tingle est publié sous le titre Dekisugi Tingle Pack sur le DSiWare au Japon. En août 2009, un nouveau jeu dans la franchise sort sur Nintendo DS au Japon sous le titre Irozuki Tingle no Koi no Balloon Trip.

## Trame

### Univers
Freshly-Picked Tingle's Rosy Rupeeland bénéficie d'un univers à l'ambiance « bon enfant », mais décalée par rapport à celui de la franchise The Legend of Zelda dont il est issu. Il ne reprend pas l'univers épique de son aîné, mais fait place à une ambiance étrange et teintée d'humour. Tous les personnages sont cupides, et tous plus ou moins étranges, que ce soit de par leur apparence ou dans leurs propos, et ne sont pas très accueillants,,. L'univers semble se dérouler à Hyrule, puisque Tingle traverse la forêt Mojo ainsi que les prés Lon Lon,. L'univers intègre de nombreuses références aux autres jeux de la franchise principale comme l'arbre Mojo, les Subrosiens, ou les Stalfos.
La tour permet d'accéder à trois niveaux différents ressemblant à des continents (appelés Terres Primo, Terres Deuxio, Terres Tertio), comportant au total 11 zones, des îles comportant chacune un thème particulier. Certaines zones sont typiques de la franchise, comme une ferme, une montagne, des marécages, ou un champ enneigé. Chaque île comporte des zones à explorer et un village,,. Le jeu intègre également 5 donjons.
Rubis Land, où doit se rendre Tingle, est un monde idyllique où la notion de travail n'existe pas, où les rubis se trouvent à volonté, où les repas sont des festins, où tout n'est que luxe, calme et volupté.

### Personnages et ennemis

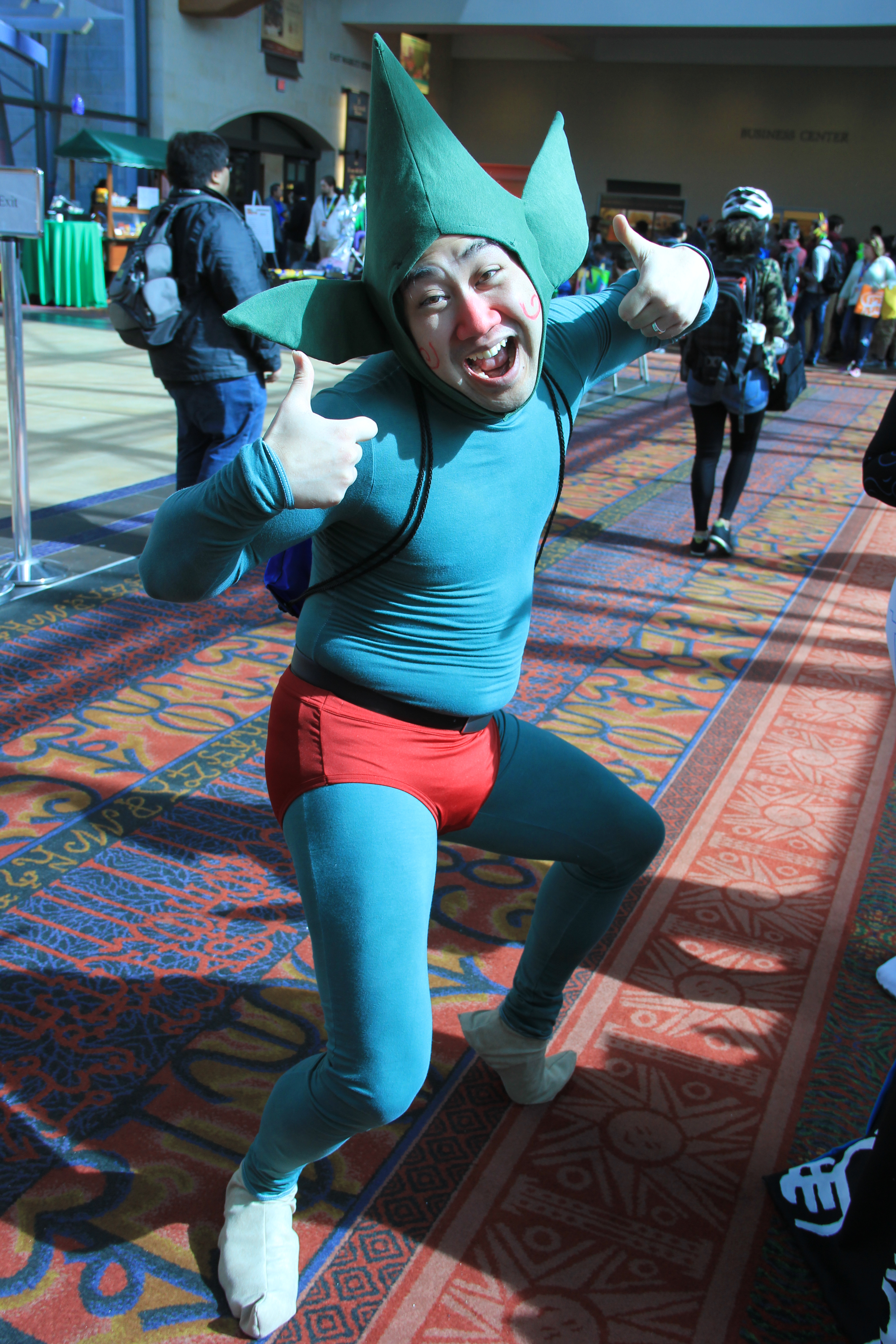
Tingle est au départ un homme ordinaire transformé par Pépé Rubis.

Tous les personnages de cet univers sont décalés. Tingle est un personnage issu des précédents jeux de la franchise The Legend of Zelda. C'est un homme célibataire trentenaire habillé de vert, qui ne rêve que d'être entouré de jolies femmes et de faire fortune Il officie normalement dans l'activité de cartographe dans les autres opus, mais se lance à la collecte de rubis dans ce jeu. Il apprécie particulièrement les rubis, qu'il récupère en vendant ses cartes. C'est depuis sa rencontre avec Pépé Rubis qu'il rêve d'être une petite fée. C'est un personnage décalé, un anti-héros. Pépé Rubis est une divinité qui apparaît à Tingle, lui propose un marché et le transforme en lutin habillé de vert lorsqu'il accepte,. Tingle est aidé dans sa quête par Pinkle, une fée sexy vêtue d'une combinaison rose et de bas résilles, fournie par Pépé Rubis,. Durant le jeu, le chien appelé Toutoutingle décide d'emménager chez Tingle. Mémé Cartes fournit des cartes à Tingle, mais elles sont incomplètes.
Les habitants des différents villages ne sont pas très accueillant avec Tingle, à moins que le joueur paye,. Les ennemis sont également atypiques comme des vaches à tête d'alien, des écureuils qui explosent, des canards dotés des mâchoires de crocodile.

### Scénario
Un jeune homme ordinaire mène une vie tranquille dans sa cabane dans les arbres. Un jour, il entend la voie de Pépé Rubis, une divinité, qui lui demande de se rendre à la source ouest, où il le voit apparaître,. Il lui propose de vivre dans un monde paradisiaque appelé Rubis Land où les rubis foisonnent,,. Pour cela, Tingle doit jeter des rubis dans la source pour faire progressivement grandir la tour et ainsi atteindre cet univers,,. Cependant, Pépé Rubis le transforme en Tingle, puis il part en quête de nombreux rubis,.
Tingle amasse les rubis, aidé dans sa tâche par Pinkle, et fait grandir la tour,. Il parcourt les trois zones principales constituées d'iles. Cependant, il se rend compte que Pépé Rubis lui a menti sur la véritable nature de Rubis Land, qui est en réalité un endroit horrible, ce qui amène Tingle à se battre contre lui et le vaincre.

## Système de jeu

### Généralités
Freshly-Picked Tingle's Rosy Rupeeland est un jeu vidéo de rôle qui se déroule dans un univers en deux dimensions, bien qu'il intègre quelques éléments en 3D. Le jeu est affiché dans une vue de dessus, mais comporte également certains passages en défilement latéral. Le joueur déplace son avatar grâce à la croix directionnelle et peut déclencher des actions sur l'écran tactile via le stylet,. Ce spin-off de la franchise The Legend of Zelda reprend le système de jeu des jeux dont il est issu, mêlant exploration avec des interactions avec les personnages non-joueurs, des traversées de donjons comportant des énigmes et des ennemis à éliminer,. Cependant, il introduit plusieurs éléments inédits. Le jeu repose sur l'accumulation de rubis plutôt que sur l'élimination d'ennemis, et le dialogue avec les personnages,,.
Le but est ainsi de faire grandir une tour grâce à des rubis, qui à mesure de sa montée, permet au joueur d'accéder à de nouveaux environnements, pour gagner plus de rubis et ainsi monter au sommet et atteindre Rubis Land. La progression s'opère en récoltant des rubis, la monnaie du jeu (et de la série Zelda), qui est ici également utilisée comme jauge de vie, puisque la partie s'arrête lorsque le joueur n'a plus de rubis,.
Tingle peut se faire aider par la fée Pinkle, en appelant sur une sorte de téléphone, ou par le biais de l'ordinateur chez lui. Un ballon permet à Tingle de retourner à tout moment dans sa maison.

### Rubis et négociation

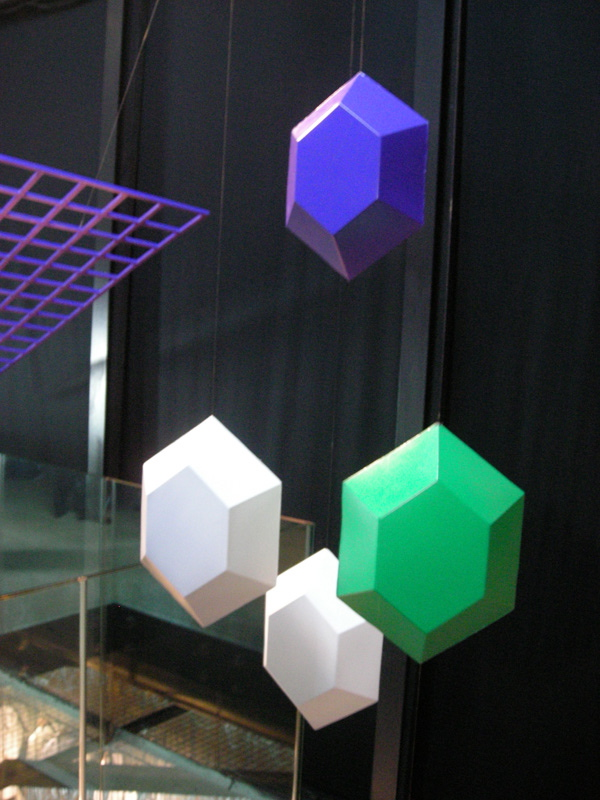
Dans Freshly-Picked Tingle's Rosy Rupeeland, tout doit être négocié, alors que le but est de réunir le plus de rubis possible (monnaie fictive du jeu).

Le joueur doit réaliser des missions ou récolter des objets auprès des personnages non-joueurs ou pour eux, en échange d'un certain nombre de rubis,,. Le joueur peut également réaliser certaines actions, comme réaliser ses propres cartes au stylet, puis les vendre à des personnages non-joueurs. Il peut cuisiner un plat pour le vendre au restaurant de la ville, ce qui nécessite une récolte préalable des ingrédients. Il peut également rechercher la fille d'un bijoutier, ou collecter des papillons. Le chien Toutoutingle rapporte quelques objets intéressants en échange d'os. Des rubis peuvent également être collectés dans les salles des donjons. À la fin de chaque donjon, un boss qui défend un trésor doit être éliminé. Celui-ci permet de faire grandir la tour donnant accès à Rubis Land,.
La plupart des interactions sociales et des phases de dialogues avec les personnages non-joueurs débouchent normalement sur une négociation. La négociation s'applique aux objets, mais aussi aux missions. Le jeu introduit donc un système de négociation et de fixation du prix par le joueur, via une offre qu'il considère comme un prix approprié. Si le prix est trop bas, le joueur peut ne rien recevoir, mais si le prix proposé est trop élevé, il risque de dépenser inutilement des rubis. Une troisième solution intermédiaire permet d'obtenir seulement une partie des informations. Ce système fonctionne que le joueur soit acheteur ou vendeur, et c'est toujours lui qui propose les prix. Chaque négociation ratée doit être recommencée si nécessaire. Lors des négociations, l'écran est divisé ; en bas, figure une sorte de calculatrice, et au-dessus à droite et à gauche, figurent Tingle et son interlocuteur. Les visages des personnages changent légèrement en fonction de l'éloignement des propositions avec leurs espérances.

### Combat
Lorsque Tingle entre en contact avec un ennemi, un petit nuage de poussière se forme, recouvrant les personnages,. C'est en réalité un combat au poing dissimulé par un tourbillon. Le stock de rubis de Tingle commence à diminuer lentement, et le joueur doit tapoter frénétiquement avec son stylet sur l'écran, de sorte que ce phénomène s'arrête au plus vite, et que Tingle puisse s'extraire de ce tourbillon,. Le joueur peut toujours déplacer son avatar et d'autres ennemis peuvent entrer dans le tourbillon. Le joueur peut ainsi perdre un certain nombre de rubis, mais il peut aussi gagner des objets s'il remporte le combat, qu'il peut utiliser pour récupérer des rubis. Plus il y a d'ennemis, plus les gains sont importants,,,. La perte de rubis s'accélère si l'adversaire et plus fort ou si d'autres ennemis entrent dans le combat.
Le joueur peut cependant éviter les combats, en engageant un garde du corps appelé « Compagnon » dans les Tavernes, des salles attitrées à leur rencontre disséminées à travers l'univers ; celui-ci suit le personnage joueur à l'écran, dirigé par l'intelligence artificielle (un seul à la fois), et combat alors en lieu et place du protagoniste,,,. Chaque Compagnon possède cependant une barre de vie classique qui finit par se vider, et des capacités et compétences particulières, permettant par exemple d'atteindre des endroits sans lui inaccessibles. Trois sortes de Compagnons peuvent être recrutées : les petits ont la possibilité de se faufiler dans les passages étroits, ceux de taille moyenne peuvent crocheter des serrures et les grands ont la capacité de détruire certains rochers dans les donjons. Il existe trente Compagnons dans le jeu, dont trois spéciaux qui n'apparaissent pas dans les salons,.
Les donjons comportent des énigmes simples et comme à l'accoutumée dans la franchise Zelda, avec à la fin un boss qui défend un trésor à éliminer.

## Thème

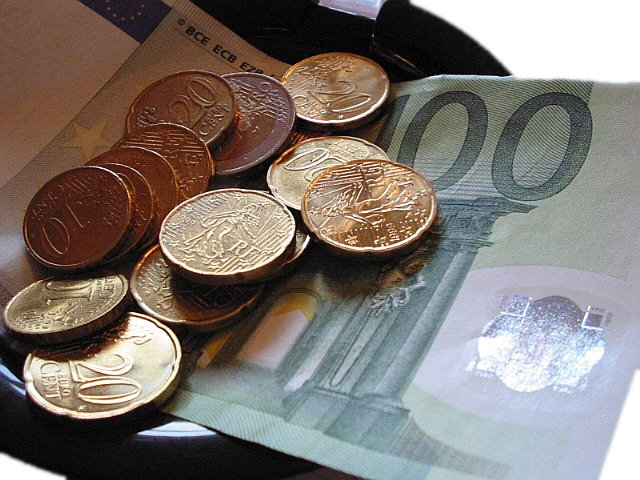
L'argent est le leitmotiv du jeu (billet et pièces d'euros).

Si les jeux de la série The Legend of Zelda vantent des valeurs comme le courage, ce jeu présente un monde dominé par l'avarice, la cupidité et le profit. Le héros, comme tous les personnages, sont obsédés par l'argent ; il faut payer chaque personnage pour qu'il accepte de parler, et uniquement l'argent permet de leur soutirer certaines informations utiles,,,. Jeuxvideo.com introduit sa critique du jeu en signalant que le joueur « se retrouve contraint et forcé d'incarner ce personnage peu recommandable, investi de la mission la moins noble que l'on ait vue dans un jeu vidéo : extorquer aux gens le plus d'argent possible afin d'amasser des rubis, quitte à basculer dans l'immoralité la plus totale ». Pour Eurogamer, c'est un jeu « honteusement capitaliste ».
Il est utile de rappeler que ce n'est pas la première fois que Nintendo introduit le thème de l'argent dans ses jeux. Il est par exemple possible de citer Super Mario Bros. qui collecte le maximum de pièces d'or, ou Wario qui recherche des trésors.

## Développement
Freshly-Picked Tingle's Rosy Rupeeland est développé par Vanpool,. Il est produit par Kensuke Tanabe de Nintendo et supervisé chez Vanpool par Mari Shirakawa.
Pour Tanabe, au moment du développement, il est nécessaire pour Nintendo de mettre en avant d'autres personnages que simplement Mario et Link. L'équipe cherche donc un personnage qui pourrait marquer les joueurs, et se dit finalement : « pourquoi pas Tingle ? ». Elle sait que le personnage n'est pas sympathique et que tous les joueurs ne l'apprécient pas, mais elle sait qu'il ne laisse pas indifférent. Tanabe est convaincu de pouvoir changer l'image que le public s'en fait et lui attirer de la sympathie en créant un jeu qui lui est dédié. Il prend donc un risque, sachant que le public nord-américain ne l'apprécie particulièrement pas. L'équipe ne prend pas pour point de départ la série The Legend of Zelda et essaye donc de toucher un public plus large. Certains éléments de la franchise sont tout de même insérés dans le jeu pour intéresser les fans et éviter de les mettre à l'écart.
À l'origine, Tingle est un personnage secondaire apparu dans The Legend of Zelda: Majora's Mask en 2000, puis dans certains des jeux suivant, comme The Wind Waker en 2002, Oracle of Ages en 2003, Four Swords Adventures et The Minish Cap en 2004. Nintendo produit alors un spin-off centré sur le personnage de Tingle. Si Wario est un peu l'anti-Mario, Tanabe dévoile que Tingle n'a pas été créé avec Link en tête. Il est conçu, « d'une manière décontractée », par la personne qui a déjà réalisé les personnages de Star Wing et ceux de F-Zero. L'idée de départ est celle d'un homme d'âge moyen qui rêve de devenir une fée, et d'en faire un personnage unique. Lorsque le choix du personnage est établi, Tanabe fait appel à Vanpool à qui il propose le projet. Ce studio japonais a déjà travaillé précédemment sur un jeu Nintendo, Mario and Luigi: Superstar Saga. Tanabe estime que le personnage correspond bien à l'image qu'il se fait de Vanpool. Nintendo discute alors des concepts de jeu avec les designers du studio, pour en venir à la conclusion que toutes les actions dans le jeu peuvent être régies par de l'argent. C'est ainsi l'une des raisons pour laquelle le personnage ne progresse pas, mais engage des gardes du corps pour l'aider dans les combats.
La calculatrice est un exemple de la manière dont les deux écrans de la console sont exploités. L'équipe veut que le joueur puisse voir les visages des personnages, qui font des rictus très légers en fonction des offres durant les négociations et qui ont valeur d'indice.

## Commercialisation
Freshly-Picked Tingle's Rosy Rupeeland est pour la première fois annoncé en octobre 2005 sous le titre Tingle RPG. En février 2007, Official Nintendo Magazine, teste le jeu et laisse entendre que la sortie en Europe est prévue pour le mois de mars 2007. C'est seulement le 21 juin 2007 que Nintendo confirme officiellement la sortie. La date du 14 septembre est dévoilée fin août 2007.

Logo japonais du jeu.

Le jeu est publié au Japon par Nintendo sur Nintendo DS le 2 septembre 2006 sous le titre もぎたてチンクルのばら色ルッピーランド (Mogitate Chinkuru no Barairo Ruppīrando). Alors qu'il est sorti sur l'archipel, son concept est vu avec beaucoup de scepticisme en Occident. Freshly-Picked Tingle's Rosy Rupeeland sort par la suite uniquement en Europe le 14 septembre 2007,. En France, le jeu est parfois appelé simplement par son sous-titre Tout nouveau, tout beau : Tingle voit la vie en rose à Rubis Land,.

## Accueil

### Ventes
Freshly-Picked Tingle's Rosy Rupeeland se vend à un peu plus de 45 000 exemplaires lors de sa première semaine d'exploitation au Japon,. Il se vend la semaine suivante à presque 38 000 copies, et à 23 000 unités lors de la dernière semaine de septembre. En 2006, il y devient la 61e meilleure vente avec 213 567 copies écoulées, puis se place au 478e rang des jeux les plus vendus en 2007 avec 21 295 copies, totalisant 234 862 unités écoulées fin 2007.

### Critiques
Lors de sa sortie, Freshly-Picked Tingle's Rosy Rupeeland reçoit un accueil mitigé bien qu'il reste positif de la part de la presse spécialisée. Les critiques relèvent un univers étrange et des mécanismes de jeu parfois imprécis, mais la plupart apprécient l'ambiance décalée et l'humour mis en place, comme l'aspect pécuniaire du jeu, malgré ses mauvais côtés. Le jeu obtient une moyenne de notes de 65,79 % sur GameRankings en mars 2019, sur la base de 19 critiques.
Selon Gameblog, l'ergonomie du jeu est minimaliste. C'est également l'avis de JeuxActu qui évoque « une prise en main ratée ». Le site estime que le choix de diriger le personnage avec la croix directionnelle et réaliser toutes les actions au stylet est illogique, puisqu'« un seul bouton aurait abouti à la même efficacité ». L'utilisation exclusive du stylet aurait permis de jouer plus simplement, avec une console posée. Le site regrette que cet aspect vienne polluer un gameplay qui fonctionne « assez bien ». Jeuxvideo.com relève des phases d'explorations assez sympa, mais imprécises « gâchées » par « l'aspect limité et répétitif des combats contre les adversaires de base ». Le site apprécie cependant les combats inventifs contre les boss, imitant par exemple parfois les jeux de combat. Malgré la présence d'énigmes, Gamekult juge les donjons assez faciles. Le site remarque que le pathfinding pose parfois problème quand le joueur a engagé un Compagnon. Le Télégramme juge les combats « un peu mous ». Gameblog considère que le scénario n'est pas très captivant, et ne tient pas la comparaison avec un Zelda. JeuxActu regrette que ce personnage « complètement déjanté » ne donne pas un jeu « à l'humour corrosif et permanent », auquel « on était en droit de s’attendre ». Le site trouve à peine quelques raisons de sourire. A contrario, Jeuxvideo.com affectionne les petites touches d'humour apportées par les Compagnons, et les petits événements amusants tout au long du jeu. Gameblog apprécie l'aspect ultra-libéralisme du thème de l'argent, mais regrette le ton humoristique du jeu. JeuxActu qualifie le système de négociation injuste, mais également « rapidement soporifique tellement il est arbitraire et rigoureux ». Eurogamer estime que le jeu place trop souvent le joueur dans une situation de perte de ses rubis et n'apprécie pas particulièrement l'aspect négociation. Jeuxvideo.com note qu'il est difficile d'obtenir des rubis dans le jeu et en négociation.
JeuxActu apprécie la réalisation technique, notamment certains décors et certains boss. Pour Le Télégramme, les graphismes sont « sympathiques » et la « musique assez rigolote », si bien que le jeu devient « calibré pour un jeune public ». Selon Jeuxvideo.com, le jeu propose une atmosphère « réussie », une « réalisation assez atypique », « comparable dans une certaine mesure à celle de Viewtiful Joe pour ce qui est de la technique graphique employée ». Les visuels sont qualifiés d'un « style très particulier, plutôt cartoon ». Pour Gamekult, si les graphismes sont « colorés et stylisés », ils sont « franchement moyens ». Le site les compare à ceux d'un jeu Game Boy Advance. Jeuxvideo.com remarque « quelques effets [sonores] amusants qui renvoient, pour certains, à la série Zelda ». Gamekult note quelques thèmes Zelda revisités dans les donjons, mais remarque l'absence de musique sur les îles.
Selon JeuxActu, le résultat est mitigé. Gameblog le considère comme « un bon titre divertissant et sans prétention ». Pour Le Télégramme, le jeu ne devrait « pas vraiment faire le poids face aux dernières aventures de Link et de la princesse Zelda », mais devrait permettre de patienter jusqu'à la sortie de The Legend of Zelda: Phantom Hourglass. Jeuxvideo.com considère qu'il n'est pas enclin à plaire à tous les joueurs, mais « vaut tout de même le coup d'œil » pour ceux qui aiment « les jeux curieux, osés et totalement immoraux ». Gamekult juge le jeu « accrocheur » grâce à « l'humour omniprésent et à cette ambiance unique ». Pour Eurogamer, c'est l'un des jeux les plus étrange de la Nintendo DS, mais cet aspect, et son humour, font de lui l'un des jeux à avoir dans sa ludothèque. Selon IGN, si le jeu ressemble « à une sorte de désastre », à cause d'un « système de troc imparfait », de « quêtes fastidieuses, le tout est maintenu par une histoire merveilleusement décalée ». Official Nintendo Magazine loue le jeu et relève son côté unique, son humour et ses « graphismes fantastiquement stylisés »', mais le critique pour la conception des donjons et son système de combat « médiocre ».

## Postérité
Freshly-Picked Tingle's Rosy Rupeeland est le premier jeu d'une série dérivée centrée sur le personnage secondaire de Tingle, apparu dans plusieurs jeux de la série The Legend of Zelda. C'est le seul jeu de la série dérivée à sortir à l'extérieur du Japon, en l'occurrence en Europe. Le jeu connaît une suite dès l'année suivante en avril 2007 uniquement au Japon, également sur Nintendo DS, sous le titre Tingle's Balloon Fight. C'est un remake et une adaptation à la franchise du jeu d'arcade de Nintendo Balloon Fight sorti en 1984. Ce jeu n'est distribué qu'aux joueurs platinum du Club Nintendo japonais,,,. En mai 2009, un petit logiciel est publié sous le titre Dekisugi Tingle Pack sur le DSiWare au Japon. Il contient des utilitaires à l'effigie de Tingle, comme un chronomètre ou une calculatrice et plusieurs mini-jeux,,. En août 2009, un nouveau jeu dans la franchise sort sur Nintendo DS au Japon, sous le titre Irozuki Tingle no Koi no Balloon Trip,,.
Fin 2007, IGN désigne l'illustration de la boite du jeu comme la plus effrayante parmi dix candidats, puis place le jeu en 6e position de son top 15 des jeux Nintendo DS les plus étranges.

### Ressource primaire
1. 1 2 3 4  Vanpool. Freshly-Picked Tingle's Rosy Rupeeland (Nintendo DS). Nintendo. 2007.

### Interview
1. 1 2 3 4 5 6 7 8 9 10 11 12 13 14 15  « Interview: Tingle (DS) », sur Nintendo.fr, 6 août 2007.

### Ressources secondaires
1. 1 2 3 4 5 6 7 8  Takashi Yamamori Kazuya Sakai, The Tingle Series, p. 1662-1665.
2. 1 2 3 4  Nicolas Courcier Mehdi El Kanafi, Chapitre XV : Épisodes annexes : Tingle, p. 175.
3. 1 2 3 4 5 6 7 8 9 10 11 12 13 14 15 16 17 18 19 20 21 22 23 24 25 26 27 28  ALS, « Test - Tingle RPG : Million Rubis Baby », sur Gamekult, 17 septembre 2007.
4. 1 2 3 4 5 6 7 8 9 10 11 12 13 14 15 16 17 18 19  Romendil, « Test Freshly-Picked Tingle's Rosy Rupeeland sur DS », sur Jeuxvideo.com, 25 septembre 2007.
5. 1 2 3 4  (en) Martin Kitts, « Freshly Picked: Tingle's Rosy Rupeeland [import] review », sur GamesRadar+, 1er novembre 2007.
6. 1 2 3 4 5  (en) Rob Burman, « Freshly-Picked Tingle's Rosy Rupeeland UK Review », sur IGN, 19 septembre 2007.
7. 1 2  (en) Jack DeVries, « Freshly-Picked Tingle's Rosy Rupeeland Hands-On », sur IGN, 14 septembre 2007.
8. 1 2 3 4 5 6 7 8 9 10 11 12 13 14 15 16 17 18 19 20 21  (en) Marcel van Duyn, « Freshly-Picked Tingle's Rosy Rupeeland Review (DS) », sur Nintendo Life, 12 janvier 2010.
9. 1 2 3 4 5 6 7  (en) Kristan Reed, « Freshly Picked: Tingle's Rosy Rupeeland », sur Eurogamer, 29 septembre 2007.
10. 1 2 3 4 5 6 7  « Tingle sur Nintendo DS. L'argent fait le bonheur », sur Le Télégramme, 2 octobre 2007.
11. ↑  (en) « Weirdos », Nintendo Power, no 250,‎ janvier 2010, p. 46.
12. 1 2 3 4 5 6 7  (es) « Tingle's Rosy Rupeeland », Superjuegos Xtreme, no 179,‎ octobre 2007, p. 89.
13. 1 2 3 4 5 6 7 8 9 10 11  Ankama Presse, Kooloo-Limpah ou la vie trépidante de Tingle, p. 156-159.
14. 1 2 3 4 5 6 7 8 9 10 11 12 13 14 15 16 17 18  Hung Nguyen, « Test Tingle’s Rosy Rupeeland », sur JeuxActu, 18 septembre 2007.
15. ↑  (en) « Fairy Tale », Nintendo Power, no 207,‎ juillet 2006, p. 62-65.
16. 1 2 3 4 5  (es) « El Héroe del Regateo: Tingle », Nintendo Acción, no 179,‎ octobre 2007, p. 48-49.
17. ↑  Régis Monterrin, « La Série des Tingles », Les Cahiers de la play histoire, Omaké Books, no 2 Hors-série « Spécial The Legend of Zelda »,‎ juin-juillet 2017, p. 95 (ISSN 2417-291X).
18. 1 2 3  (en) Paul Drury, « Freshly-Picked: Tingle's Rosy Rupeeland », sur Pocket Gamer, 5 octobre 2007.
19. 1 2 3 4  (en) Luke Plunkett, « The Zelda Games That Weren't Really "Zelda" Games », sur Kotaku, 26 février 2011.
20. ↑  « Tingle DS : plus d'images », sur Gamekult, 27 juillet 2006.
21. ↑  Takashi Yamamori Kazuya Sakai, Rupees: Currency that Shimmers like a Gem, p. 94.
22. 1 2 3 4 5 6 7 8 9  Kendy, « Tout nouveau Tout beau : Tingle voit la vie en rose à RubisLand (DS) », sur Gameblog, 24 septembre 2007.
23. ↑  (en) Anoop Gantayat, « Nintendo Announces New DS Games », sur IGN, 5 octobre 2005.
24. 1 2 3  (en) Mike Jackson, « Freshly Picked Tingle's Rosy Rupeeland », Official Nintendo Magazine, no 14,‎ mars 2007, p. 90.
25. ↑  Puto, « Tingle DS confirmé en Europe », sur Gamekult, 21 juin 2007.
26. ↑  Puyo, « Planning des sorties Nintendo », sur Gamekult, 29 août 2007.
27. 1 2  (en) David Jenkins, « Sega Breaks Nintendo's Japanese Chart Domination », sur Gamasutra, 8 septembre 2006.
28. ↑  Puyo, « Charts Japon : PSU numéro un », sur Gamekult, 7 septembre 2006.
29. ↑  Puyo, « Charts Japon : Tales of donne de la voix », sur Gamekult, 14 septembre 2006.
30. ↑  Puyo, « Charts Japon : Minna no Tennis au filet », sur Gamekult, 28 septembre 2006.
31. ↑  Trunks, « Charts Japon : le Top 2006 », sur Gamekult, 10 janvier 2007.
32. ↑  (en) Takahashi, « Famitsu Top 500 of 2007 », sur Gemaga.com, 18 juin 2008.
33. ↑  (en) « Freshly-Picked Tingle's Rosy Rupeeland », Edge, no 182,‎ décembre 2007, p. 97.
34. ↑  (ja) « コミニー », sur Famitsu.
35. ↑  (en) « Freshly-Picked: Tingle's Rosy Rupeeland », sur GameRankings.
36. ↑  Trunks, « Club Nintendo : les cadeaux nippons », sur Gamekult, 29 décembre 2006.
37. ↑  (en) IGN News & Features Team, « Top 10 Tuesday: Scariest Box Art - Page 2 », sur IGN, 16 octobre 2007.
38. ↑  (en) Lucas M. Thomas, « The Top 15 Most Bizarre Nintendo DS Games - Page 6 », sur IGN, 26 novembre 2008.